# Alloclita brachygrapta
Alloclita brachygrapta är en fjärilsart som beskrevs av Edward Meyrick 1925. Alloclita brachygrapta ingår i släktet Alloclita och familjen fransmalar. Inga underarter finns listade i Catalogue of Life.